# Heterolocha pinara
Heterolocha pinara là một loài bướm đêm trong họ Geometridae.